# Peruánská válka za nezávislost

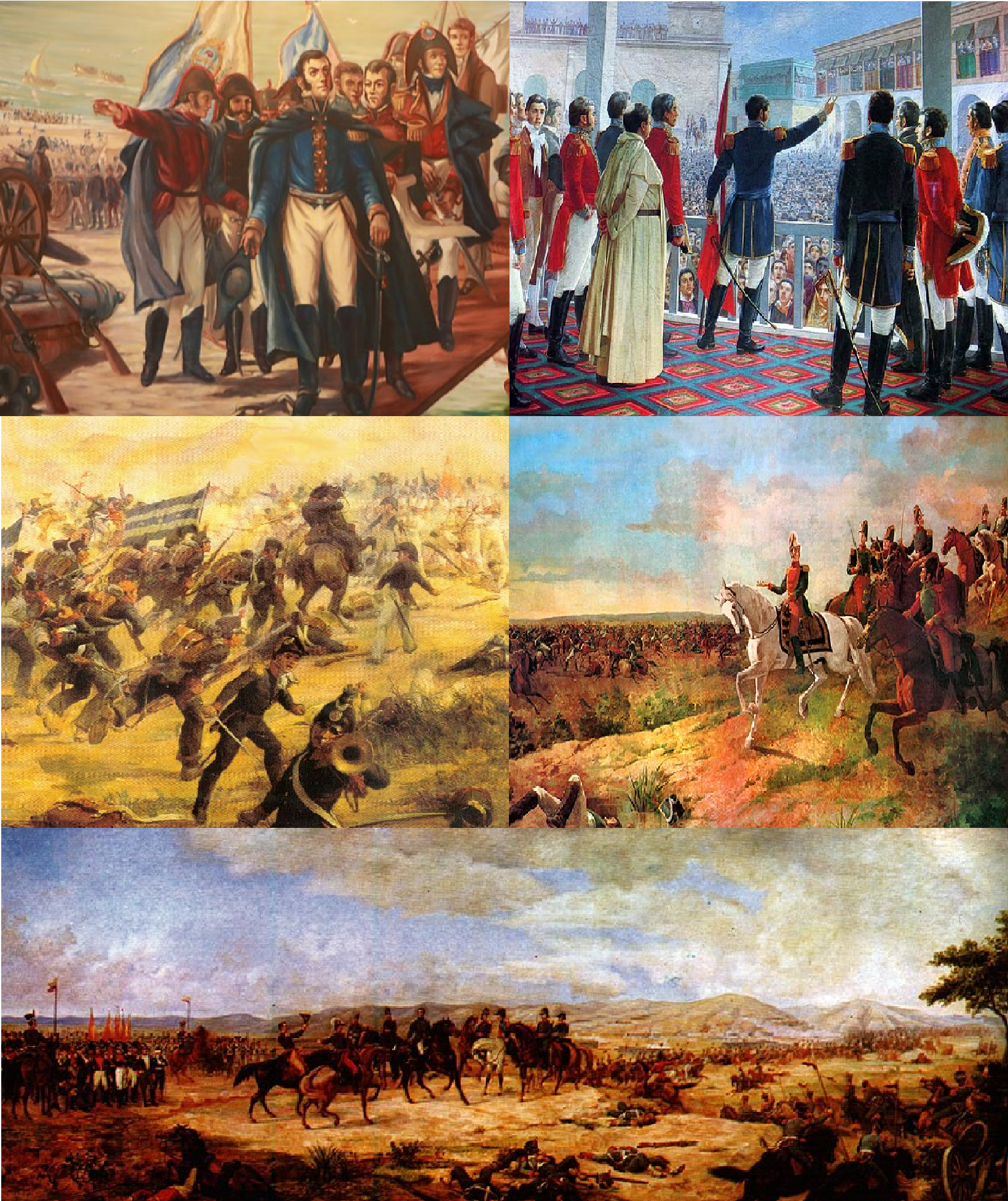
Výjevy z peruánské války za nezávislost

Peruánská válka za nezávislost probíhala v letech 1811–1826 a jejím cílem bylo dosáhnout nezávislosti na Španělsku. Zpočátku v zemi jasně dominovaly royalistické a konzervativní síly a liberálové stoupenci samostatnosti byli poraženi a jejich vůdci vyhnáni ze země. Situace se začala měnit v roce 1820, kdy se na Paracasu vylodily Peruánské osvobozenecké expediční síly pod vedením generála Josého de San Martína, který v červnu 1821 vyhnal monarchistické jednotky z Limy a následně zde vyhlásil nezávislost Peru.